# 大茅山镇
大茅山镇是中华人民共和国江西省上饶市德兴市下辖的一个镇。

## 行政区划
大茅山镇下辖以下村级行政区划单位：
双溪社区、黄歇田社区、古圳头社区、詹村社区、李家畈社区、池口社区、南溪村。